# Funkrufnetz
In einem Funkrufnetz wurden besonders in der Anfangszeit der Mobiltelefonie einfachste Alarmierungsinformationen („Pieper“) oder kurze Nachrichten an Funkmeldeempfänger, auch „Pager“ genannt, übertragen. Im privaten Nutzerbereich wurde diese Funktion weitestgehend von der Mobiltelefonie bzw. dem Mobilfunk-Short Message Service (SMS) übernommen. In Österreich wurden nach der endgültigen Einstellung der Pager-Dienste der Mobilkom Austria im Jahr 2002 ab 2005 neue Pager-Netze auf digitaler Basis aufgebaut, weil sie bei zeit- und sicherheitskritischen Anwendungen entscheidende Vorteile gegenüber Mobiltelefonnetzen aufweisen. In Deutschland und Frankreich werden die landesweiten Funkrufnetze seit dem Jahr 2000 von der e*Message Wireless Information Services GmbH (eMessage) betrieben.

## Aktive Systeme

### e*Cityruf

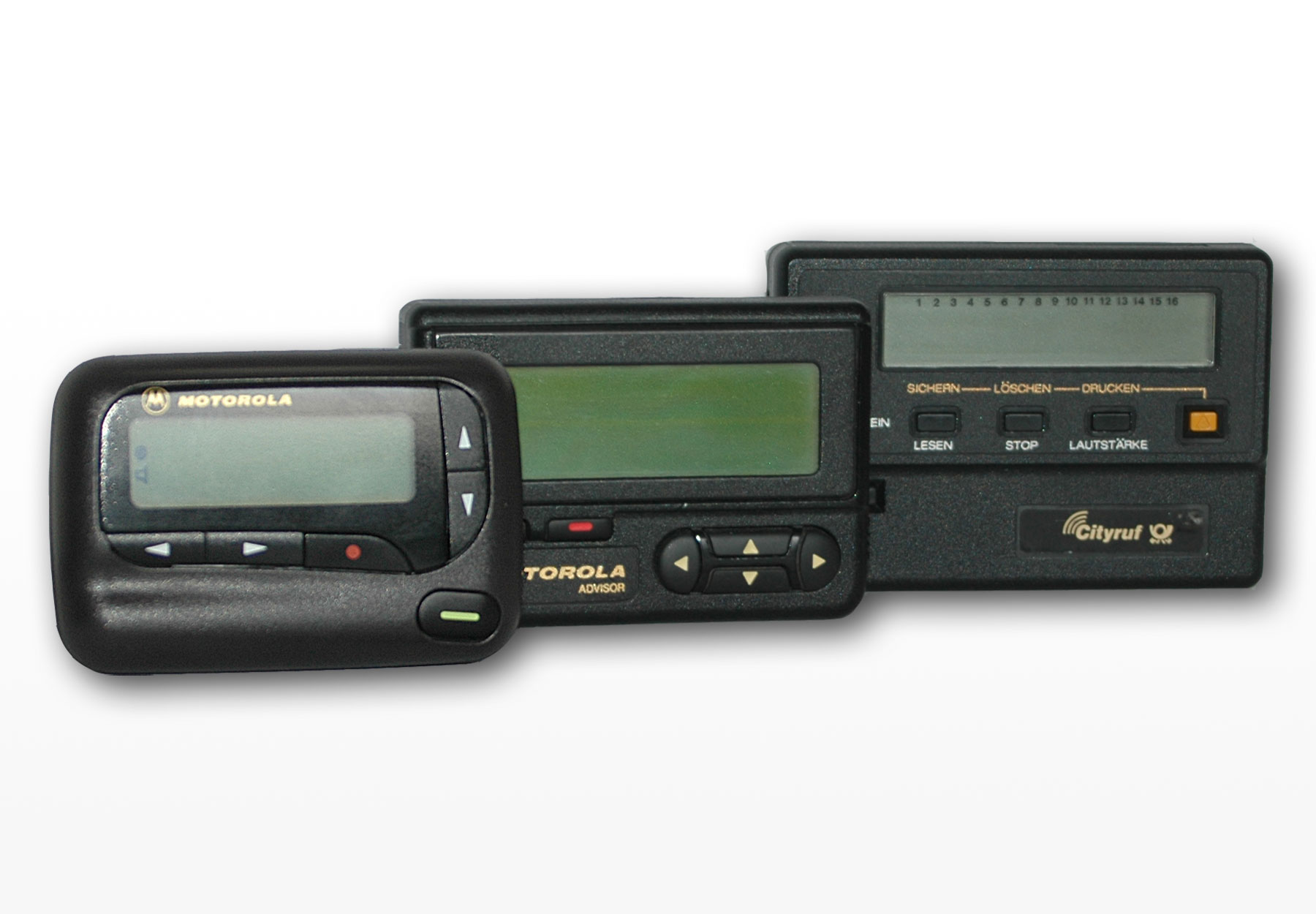
Verschiedene digitale Empfänger für Funkrufdienste

e*Cityruf ist der Name eines Alarmierungs- und Benachrichtigungsdienstes in Deutschland, der vom Berliner Provider eMessage betrieben wird. Bei e*Cityruf werden Mitteilungen per Funk von der e*Cityruf-Sendestelle zum tragbaren e*Cityruf-Empfänger übertragen. Der öffentliche Cityruf-Probebetrieb wurde im November 1988 in Berlin und Frankfurt am Main aufgenommen, im März 1989 wurde Cityruf offiziell als Dienstleistung der Deutschen Bundespost TELEKOM eingeführt. Im Mai 1990 wurde er ebenfalls von der Deutschen Post in der Startregion Leipzig als einziger Funkrufdienst der DDR eingeführt, offensichtlich im Vorgriff auf die absehbare Wiedervereinigung.
Ende 1999 übernahm e*Message sämtliche Funkrufdienste der DeTeMobil (nunmehr T-Mobile), darunter auch e*Cityruf. e*Cityruf wird deutschlandweit oder in sogenannten Rufzonen (insgesamt 16) ausgestrahlt, häufig mit besserer Netzversorgung als die von Mobiltelefonnetzen, insbesondere zu Zeiten großer Netzbelastung (Silvester, Großveranstaltungen, Großschadenslagen).
Im e*Cityruf gibt es drei Typen von e*Cityruf-Empfängern: Nur-Ton-Empfänger, Numerik-Empfänger und Alphanumerik-Empfänger. Die Eingabe erfolgt abhängig von der Rufklasse des Empfängers mit verschiedenen Zugangs-Rufnummern, beispielsweise über das Internet über die Website von e*Message, per E-Mail oder Telefon. Für die Eingabe von numerischen oder alphanumerischen Mitteilungen steht auch eine Handvermittlung zur Verfügung. Die Rufaussendung erfolgt über die Vorwahl 0164 plus der Rufnummer.

### e*BOS-Alarmierung
e*BOS-Alarmierung ist der Name eines Alarmierungsdienstes speziell für Behörden und Organisationen mit Sicherheitsaufgaben (BOS). Das e*BOS-Alarmierungsnetz wird von e*Message betrieben. Im 70-cm-Bereich und im hochsynchronen Gleichwellenbetrieb arbeitend, sorgt es für eine sekundenschnelle, gleichmäßige Versorgung der definierten Alarmierungsgebiete. Durch die überlappenden Funkzellen wird eine hohe Versorgungsgüte und Redundanz sichergestellt. Von der zuständigen Leitstelle aus erfolgt die zeitgleiche Alarmierung der jeweils erforderlichen Einsatzkräfte im gesamten Alarmierungsgebiet. Die e*BOS-Alarmierung umfasst als komplette Dienstleistung Beratung, Planung, Genehmigungen, Aufbau, Betrieb, Service und Wartung. Zu den Nutzern gehören Feuerwehren und Rettungsdienste von Landkreisen und Städten in Deutschland sowie Werkfeuerwehren von Flughäfen, Industrieparks und Unternehmen.

### NP2M
Paging (Funkruf), eine Spezialtechnologie im professionellen Mobilfunk, beruht in den meisten Fällen auf den weltweit etablierten Übertragungsprozeduren POCSAG und FLEX, in Europa mit einer landesweiten Ausnahme ausschließlich auf POCSAG  (Post Office Code Standardization Advisory Group). NP2M (Narrowband Point to Multipoint) schließt Paging ein und hat sich zu einer durch CEPT  (Conférence Européen des Administrations des Postes et des Télécommunications) und ETSI (European Telecommunications Standards Institute) anerkannten eigenen Übertragungsgruppe entwickelt. NP2M ermöglicht Anwendungen, die mit anderen Systemen nicht realisierbar sind, geht sehr sparsam mit den Ressourcen Energie und Frequenz um und kann mit hoher Versorgungsgüte und Wirtschaftlichkeit sehr viele Empfänger gleichzeitig mit teilweise identischen Informationen erreichen. So werden z. B. dynamisch aktualisierte Wettervorhersagen für mehrere Tage im Voraus auf rund drei Millionen satellitengestützte Funkwetterstationen in deutschen und französischen Haushalten übertragen. Die Übertragung erfolgt über die landesweiten Funkrufnetze der e*Message-Unternehmensgruppe. Als eines der Hauptanwendungsgebiete für NP2M sieht ETSI darüber hinaus die rechtzeitige Warnung der Bevölkerung für folgende Zielgruppen: Haushalte, Bildungseinrichtungen, Industrie, Ersthelfer wie Rettungsdienste und Feuerwehren.

### ERMES
ERMES (European Radio Messaging Services) ist ein Funkrufdienst mit zellularer Struktur, der als standardisierter europäischer Funkrufstandard im Frequenzbereich von 169,4 bis 169,8 MHz und mit 16 Kanälen zu je 25 kHz Bandbreite konzipiert wurde. Beschlossen wurde die Einführung von den CEPT-Ländern im Jahr 1986. Die Anzahl der zu nutzenden Frequenzen sei vom weiteren Ausbau des europäischen Netzes abhängig.
Ermöglicht durch das am 1. August 1996 in Deutschland in Kraft getretene Telekommunikationsgesetz, wurden im September desselben Jahres drei bundesweite und zehn regionale Lizenzen bzw. Frequenzen auf ERMES-Basis versteigert. Die Einführung musste jedoch unterbrochen werden, da durch ERMES das Kabelfernsehen erheblich gestört wurde.

### Iridium-Paging
Iridium-Paging ist ein weltweiter Funkrufdienst des Satellitenbetreibers Iridium. Es steht wahlweise als Follow-Me-Paging in Verbindung mit einem Iridium-Satellitentelefon oder als Stand-Alone-Paging zur Verfügung. Die Stand-Alone-Variante wurde zeitweise auch von eMessage unter dem Namen e*Cityruf Global vermarktet.

### Inmarsat-Paging
Inmarsat-Paging ist ein weltweiter Rufdienst via Satellit, der speziell für die Anwendung auf See konzipiert wurde.

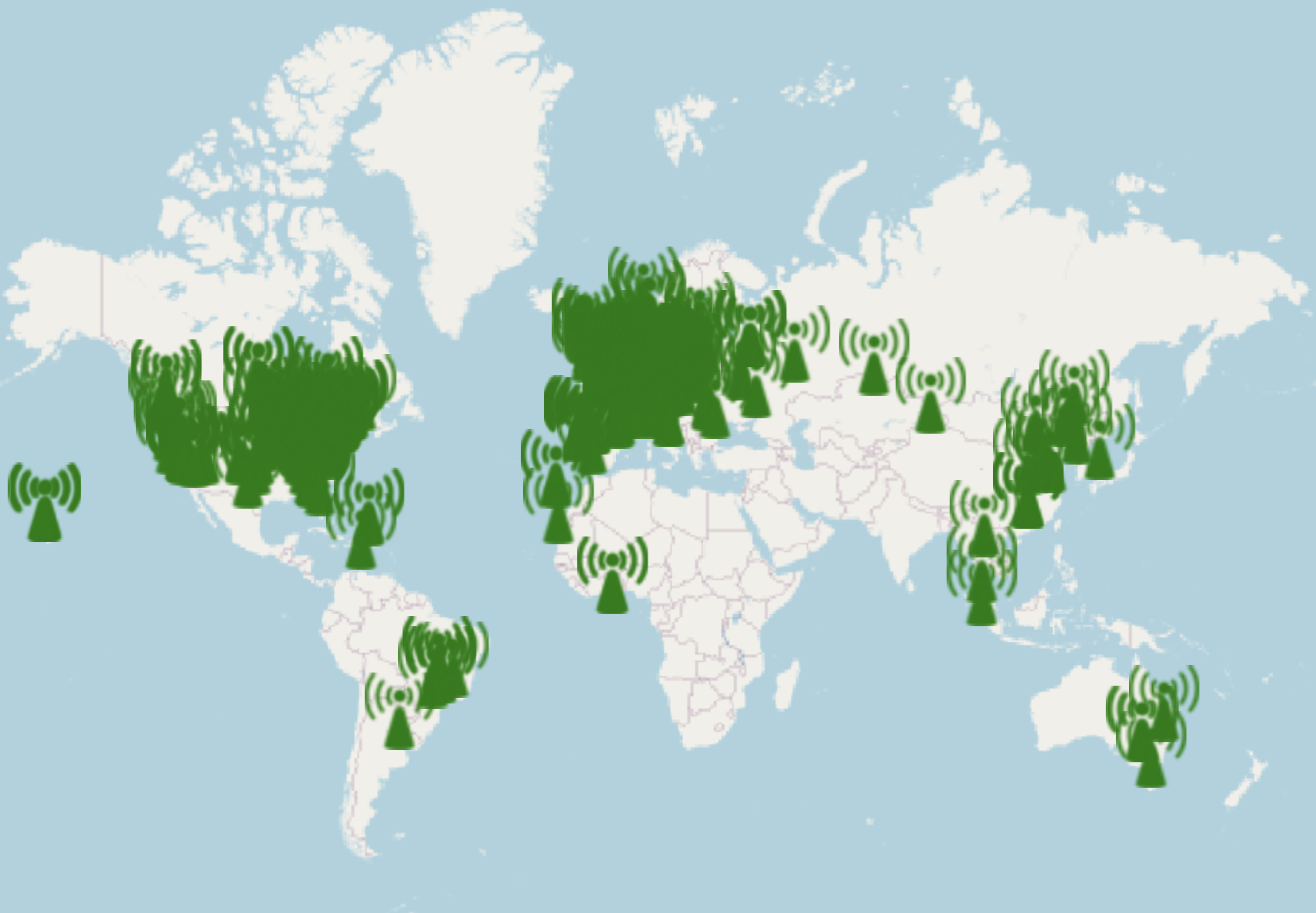
DAPNET: Amateurfunk-Pager-Netzwerk weltweit

### Amateurfunk-Paging/DAPNET
Funkamateure betreiben in Deutschland und den angrenzenden Ländern ein eigenes, digitales Funkrufnetz nach dem POCSAG-Übertragungsstandard im 70-Zentimeter-Band auf der Frequenz 439,9875 MHz. Zum Einsatz kommen sowohl modifizierte, kommerzielle Sender, wie auch Eigenbaulösungen. Um gegenseitige Störungen der Sender untereinander zu vermeiden, wird auf ein TDMA-Verfahren mit 16 Zeitschlitzen zurückgegriffen. Die Sender erhalten die auszusendenden Inhalte von untereinander vernetzten Servern, hier existieren zwei Systeme: Der ältere „Funkrufmaster“ wurde für den Einsatz mit AX25-Packet-Radio konzipiert, das neuere „Decentralized Amateur Paging Network“, kurz „DAPNET“, basiert auf dem TCP-IP-Protokoll und wickelt die Verbindungen der Knotenrechner und Sender untereinander über das HAMNET ab. Ausgesendet werden allgemeine Informationen (Ausbreitungsbedingungen, Wetterberichte, DX-Cluster etc.), sowie Personenrufe; Zivilschutzmeldungen sind geplant. Während die Aussendung von Funkrufen nur lizenziertern Funkamateuren vorbehalten ist, ist die Auswertung dieser Funkruffrequenz jedermann gestattet. Dies ist mit einem geeigneten Funkscanner, einer Soundkarte und Software wie Poc32 möglich.

### Sonstige Funkrufnetze

Alphanumerischer Pager, der den empfangenen Text in Sprache umsetzt.

In Deutschland gibt es außerdem noch zahlreiche, räumlich begrenzte Funkrufdienste im Bereich der Behörden und Organisationen mit Sicherheitsaufgaben, die von diesen zur Alarmierung von Einsatzkräften mittels Pagern benutzt werden.
Weitere Funknetze sind das Rheinfunknetz und das Seefunknetz.

## Nicht mehr aktive Systeme

### Birdie
Birdie (engl. Vögelchen) war ein Mobilfunkdienst der Deutschen Bundespost Telekom (im Folgenden auch als Telekom bezeichnet), der mit einem schnurlosen Handgerät im Umkreis von 50 bis 300 Meter um eine speziell gekennzeichnete Vermittlungsstation (primär Telefonzellen) abgehende Telefonate ermöglichte. Mit demselben Handgerät konnte man darüber hinaus zu Hause wie gewohnt mit einer entsprechenden Heimstation sowohl abgehende wie ankommende Anrufe tätigen bzw. entgegennehmen.
Die Telekom plante, Birdie-Vermittlungsstationen an belebten Plätzen wie Einkaufszentren, Ladenpassagen, Bahnhöfen und Flughäfen einzurichten.
Der im Rahmen eines Feldversuches von Oktober 1990 bis September 1991 in Münster (analog, CT1+) und München (digital, CT2) erprobte Dienst hatte der Telekom zufolge, insbesondere vor dem Hintergrund des in den Startlöchern stehenden Mobilfunkdienstes D1, keine ausreichenden Marktchancen mehr in Deutschland. Deshalb wurde der Feldversuch Mitte 1993 in München eingestellt.
1991 betrug die monatliche Grundgebühr für Birdie 8,80 DM (das entspricht inflationsbereinigt heutigen 8,65 Euro) und für eine eigene Heimstation zahlte der Kunde zusätzlich monatlich 15 DM (entsprechend 14,75 Euro). Über eine Birdie-Station vermittelte Anrufe kosteten während des Feldversuchs 0,39 DM (entsprechend 0,38 Euro) pro Einheit (Ortsgespräch zum Normaltarif) und die über die Heimstation geführten Telefonate 0,23 DM (entsprechend 0,23 Euro).
Der allgemeine Oberbegriff für diese Art von Mobilfunk war Telepoint. In anderen Staaten Europas und Asiens wurde dieser Dienst zum Teil mit Erfolg als Regelbetrieb durchgeführt. Die Idee, mit demselben Gerät unterwegs und – zu günstigeren Konditionen – zu Hause zu telefonieren, wird aktuell von Mobilfunkangeboten mit „Homezone“ verwirklicht (etwa Genion von O₂).

### Chekker
Chekker war ein öffentlicher Mobilfunkdienst der Deutschen Bundespost Telekom, bei dem Kunden mit Funkgeräten über eine Entfernung von bis zu hundert Kilometer miteinander kommunizieren konnten. Chekker mit Reichweiten bis zu 100 Kilometer wurde insbesondere von Unternehmen mit Außenstellen genutzt und sollte den herkömmlichen Betriebsfunk ersetzen, der mit Reichweiten von 10 bis 15 Kilometer nur für innerbetriebliche Kommunikation zur Verfügung stand.
1990 wurden die ersten Chekker-Funknetze in Berlin und Frankfurt am Main eingerichtet, weitere acht Städte waren ab 1991 geplant.
Die Funkdienste der seit 1992 in Konkurrenz zur Telekom anbietenden 28 privaten Unternehmen durften seit April 1993 zwischen den Funkstationen eigene Übertragungswege aufbauen, die bis dahin von der Telekom gemietet werden mussten. Private Funkdienste erlauben Anrufe von Funkgerät zu Telefon und umgekehrt. Chekker ermöglichte lediglich Anrufe von Funkgerät zu Telefon.
Chekker wies gegenüber dem privaten Betriebsfunk einige Vorteile auf: Der Teilnehmer nutzte das öffentliche Funknetz, ihm entstanden keine Kosten für den Aufbau einer eigenen Infrastruktur (zum Beispiel für Einrichtung und Wartung eines Sendemastes). Die Gespräche wurden gleichmäßig auf die verfügbaren Kanäle verteilt (sogenannte Bündelfunktechnik); freiwerdende oder vorübergehend nicht genutzte Frequenzen wurden sofort anderweitig vergeben, so dass Wartezeiten auf eine der nur begrenzt vorhandenen Frequenzen entfallen. Durch Umverteilung der Kanäle während des Gesprächs war ein gewisser Schutz vor Mithören gewährleistet.
Anfang 1993 waren in Deutschland insgesamt 27 Chekker-Funknetze eingerichtet, davon zehn in Ostdeutschland. Bei der Telekom waren 32.000 Chekker-Geräte angemeldet, 19.000 davon in den neuen Ländern. Mitte 1993 kostete das Gerät für die Chekker-Zentrale knapp 4.000 DM (entspricht inflationsbereinigt etwa 3.600 Euro), ein Funkgerät rund 2.500 bis 3.500 DM (2.200–3.100 Euro). Für die Anmeldung des Funkgerätes bei der Telekom zahlte der Kunde 65 DM (58,24 Euro) und die monatliche Gebühr pro Funkgerät, mit der auch alle Gesprächskosten abgegolten waren, betrug 59,80 DM (53,58 Euro).
Im März 1999 wurde die Chekker ProRegio Bündelfunk GmbH & Co. Deutschland KG von der Telekom an den Mitbewerber RegioKom verkauft. In einem weiteren Schritt wurde die RegioKom in Dolphin Telecom (Deutschland) GmbH umbenannt, welche nun die analogen Bündelfunknetze der ehemaligen RegioKom, Quickfunk und Chekker, weiterführte. Diese Netze wurden später unter der gemeinsamen Marke „Chekker“ zusammengefasst.
Ende Juli 2001 musste die Dolphin Telecom (Deutschland) GmbH wegen drohender Zahlungsunfähigkeit ein Insolvenzverfahren beantragen, das Chekker-Netz wurde jedoch weiterbetrieben. Nachdem die Investorengruppe Inquam jedoch im Oktober 2005 alle weiteren Zahlungen einstellte, musste Dolphin Telecom den Geschäftsbetrieb aufgeben. Teile des Chekker-Netzes wurden verkauft und werden nun von anderen Unternehmen weiterbetrieben.
Im August 2007 nahm ein neues Unternehmen mit dem Namen Dolphin Telecom GmbH in Köln den Betrieb auf, das zuvor alle Namens- und Domainrechte vom Insolvenzverwalter in England gekauft hatte. Diese neue Dolphin Telecom GmbH hatte zum ehemaligen Bündelfunkanbieter Dolphin Telecom (Deutschland) GmbH keinen weiteren rechtlichen oder wirtschaftlichen Bezug. Es bot mit dem Dienst Dolphin eine Möglichkeit, mittels einer auf einem Mobiltelefon installierten Software Anrufe zu teuren Gesprächszielen automatisiert über günstigere Anbieter durchzuführen. Auch dieses Unternehmen musste Ende 2008 Insolvenz anmelden.

### Eurosignal

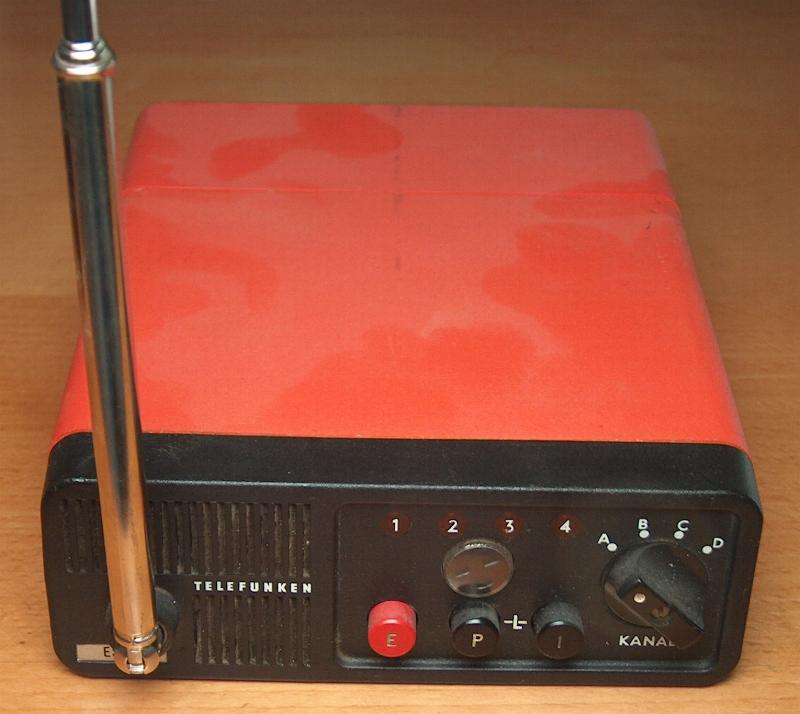
Eurosignal-Empfänger

Eurosignal (als Europäischer Funkrufdienst EFuRD, auch „Europiep“ oder „Europiepser“ genannt) ist ein von den Post- und Fernmeldeverwaltungen der europäischen Staaten konzipierter drahtloser Personenruf, der ursprünglich in der Bundesrepublik Deutschland (1974), in Frankreich (1975) und in der Schweiz (1985) eingeführt wurde.
Früher wurden Nachrichten an Eurosignal-Empfänger über das Telefon abgesetzt. Einem Empfänger konnten bis zu vier Funkrufnummern zugeteilt werden. Er enthielt ein akustisches und vier optische Signale, die anzeigten, welche der Rufnummern angerufen wurde. Damit war die Übermittlung von bis zu vier verschiedenen Signalen je Empfänger möglich. Die Bedeutung der Signale musste vorher zwischen den Partnern verabredet werden, da Eurosignal keine direkte Übermittlung einer Nachricht zuließ. Um Missbrauch auszuschließen, wurden Funkrufnummern grundsätzlich nicht in Telefonbüchern aufgelistet.
Um dem Eurosignal-Teilnehmer eine Information übermitteln zu können, musste der Anrufer zunächst wissen, in welchem Funkrufbereich sich der gewünschte Teilnehmer befindet. Die BRD war im Jahre 1989 in die drei Funkrufbereiche Nord (Vorwahlnummer 0509), Mitte (Vorwahlnummer 0279) und Süd (Vorwahlnummer 0709) unterteilt. Dazu wählte man eine der drei Vorwahlen und danach eine der zugeteilten Rufnummern und bekam dann beispielsweise die Ansage „Eurosignal Mitte, Eurosignal Mitte“ zu hören, sobald das System die Nachricht für den Funkrufbereich Mitte aufgenommen hatte.
Das Signal war am unteren Ende des UKW-Bandes als Tonfolge hörbar. Anfangs wurde (im Gegensatz zum UKW-Rundfunk) Amplitudenmodulation eingesetzt. Wegen Störungen wurde später allerdings auf Frequenzmodulation umgestellt. Dem Eurosignal wurden folgende vier international vereinbarte Funkkanäle zugewiesen:
- Kanal A: 87,340 MHz
- Kanal B: 87,365 MHz
- Kanal C: 87,390 MHz
- Kanal D: 87,415 MHz

In Deutschland wurden die Kanäle A und B, in Frankreich alle vier und in der Schweiz nur der Kanal D benutzt. Das Sendenetz bestand aus Grundnetzsendern mit Leistungen bis 2 kW sowie Stadt- und Füllsendern mit Leistungen zwischen 10 W und 100 W. Alle Sendeanlagen hatten Reservesender, die bei Ausfall des Hauptsenders die Beschickung übernahmen.
Es waren besondere Anrufbeantworter erhältlich, die nach Aufzeichnung eines Telefonanrufs den abwesenden Teilnehmer über seinen „Europiepser“ verständigten. Wurde nicht innerhalb einer Stunde telefonisch abgefragt, so wiederholte der Anrufbeantworter den Anruf bei der EFuRD-Zentrale.
Zu Beginn diente Eurosignal dem Polizeifunk und seit etwa 1995 dem Autotelefon. Zu seiner Zeit hatte Eurosignal gegenüber dem Autotelefon in den deutschen Netzen (A, B oder C) den Vorteil, etwa um den Faktor 10 preiswerter zu sein und nur einen kleinen Empfänger in der Größe eines Notizbuchs zu benötigen. Außerdem waren Eurosignal-Empfänger überall dort erreichbar, wo auch normaler UKW-Radio-Empfang möglich war, also auch in entlegenen Gebieten und in Wäldern.
In Frankreich und der Schweiz wurde die Aussendung des Eurosignal zum 31. Dezember 1997, in Deutschland am 1. April 1998 eingestellt.

#### Kodierung
Eurosignal basierte auf der Aussendung von Audiofrequenzen, die, ähnlich den ZVEI-Selektivruftonfolgen, Ziffern symbolisierten. Im Allgemeinen wurde die Kennfrequenz jeder Ziffer einer Rufnummer 100 ms lang gesendet.
Die Nummer 1 2 3 4 5 6 wurde so als f1 f2 f3 f4 f5 f6 übertragen.
Sollte eine Ziffer wiederholt werden, dann wurde statt der Ziffern-Kennfrequenz eine besondere Wiederholfrequenz fr gesendet.
Zum Beispiel wurde die Nummer 1 1 1 1 1 1 als f1 fr f1 fr f1 fr übertragen.
Zwei aufeinanderfolgende Rufnummern wurden voneinander getrennt durch die Frequenz fi für mindestens 220 ms, das macht 820 ms Übertragungsdauer für eine sechsstellige Rufnummer.
Wird keine Nummer übertragen, so wird die Tonfolge fr fi fi fi fi fi gesendet. Danach folgt wieder fi für mindestens 220 ms.
Die benutzten Frequenzen waren:
| Bedeutung    | Notation | Frequenz  |
| ------------ | -------- | --------- |
| Ziffer 0     | f0       | 979,8 Hz  |
| Ziffer 1     | f1       | 903,1 Hz  |
| Ziffer 2     | f2       | 832,5 Hz  |
| Ziffer 3     | f3       | 767,4 Hz  |
| Ziffer 4     | f4       | 707,4 Hz  |
| Ziffer 5     | f5       | 652,0 Hz  |
| Ziffer 6     | f6       | 601,0 Hz  |
| Ziffer 7     | f7       | 554,0 Hz  |
| Ziffer 8     | f8       | 510,7 Hz  |
| Ziffer 9     | f9       | 470,8 Hz  |
| Frei         | fi       | 1153,1 Hz |
| Wiederholung | fr       | 1062,9 Hz |

### Semafoon
Das Niederländisch/Belgische Semafoon-Netzwerk wurde 1964 (Belgien: 1967) eingeführt und verwendete seinerzeit ein dem Eurosignal sehr ähnliches Verfahren. Die Sender Lopik und Smilde sowie zwei weitere Sender in Belgien sendeten auf vier Kanälen ebenfalls knapp unter dem UKW-Rundfunkband, wobei sie allerdings zur Vermeidung gegenseitiger Störungen nach jeder gesendeten Nummer ihre Sendefrequenzen untereinander rotierten. Die Einwahlnummer der Zentrale in Den Haag war 065 aus den Niederlanden bzw. 003165 aus Belgien. Eine Nummer wurde in ca. 700 ms übertragen.
Es waren drei Empfängermodelle erhältlich:
- Escort, so groß wie ein kleiner Koffer
- Minor, taschenbuchgroß
- Piccolo, zigarettenschachtelgroß

Die ersten beiden Modelle hatten drei als „1“, „2“ und „4“
beschriftete Signallampen. Jeweils ein oder zwei Lampen konnten brennen, damit war die binäre Anzeige der Ziffern 1 bis 6 möglich; einem Empfänger konnten so bis zu sechs Rufnummern zugeteilt werden.
Das Modell Piccolo hatte eine Sieben-Segment-Anzeige.

### Modacom/GfD
Datenfernübertragung (DFÜ) unabhängig von Leitungen wurde ermöglicht durch Modacom (= „Mobile Data Communication“), einem zellularen Mobilfunkdienst mit Handover und Roaming. Die Informationen wurden vom Teilnehmer über ein Funkmodem an eine Modacom-Basisstation übermittelt und von dort über Datenleitungen an Firmen weitergegeben, die an das Datex-P-Netz angeschlossen waren. Nach Aufnahme des Regelbetriebes, der am 1. Juni 1993 erfolgte, plante die Betreiberin DeTeMobil im Endausbau eine Versorgung von etwa 80 % des deutschen Bundesgebietes zu gewährleisten. Nach neun Jahren Betrieb wurde der Modacom-Dienst am 1. Juli 2002 eingestellt.
In Konkurrenz zu dem auf DataTAC basierenden Modacom-Netz betrieb die GfD Gesellschaft für Datenfunk mbH von Januar 1995 bis September 1996 ein Mobitex-Netz mit ähnlicher Funktionalität.

### Omniport
Omniport war ein Funkrufdienst der Detex in Darmstadt, der seit 1994 in Betrieb war. Der Funkrufdienst nutzte RDS und war daher überall in Deutschland verfügbar, wo es Hörfunk gab. Deshalb gab es auch keine Rufzonen. Der Betrieb wurde zum 31. Dezember 1997 eingestellt.

### Scall
Scall war ein Funkrufdienst, der von der Bonner DeTeMobil GmbH im Jahr 1994 in Betrieb genommen wurde. Zuletzt wurde der Dienst von eMessage betrieben und für Privatkunden zum 30. März 2002 abgeschaltet. Die Besonderheit von Scall war das Fehlen monatlicher Grundgebühren. Der Besitzer eines Scall-Empfängers war in seinem persönlichen Empfangsbereich – in einem Umkreis von etwa 50 km um seine Postleitzahl – erreichbar. Scall konnte deutschlandweit genutzt werden. Die Rufabsendung erfolgte durch das Anwählen der Vorwahl 01681 plus der Rufnummer. Der Dienst wurde über den Vorwahltarif vom Anrufenden finanziert.

### TeLMI
TeLMI war ein Funkrufdienst der Deutschen Funkruf GmbH (DFR). Die DFR ist ein Zusammenschluss u. a. von Mannesmann, Motorola und der Thyssen Telecom.
Es konnten numerische und alphanumerische Daten übertragen sowie Nachrichten auf einer Sprachbox hinterlassen werden. Kosten fielen ausschließlich für den Anrufenden, nicht aber für monatliche Grundgebühren an, wie es beim Dienst Scall und vielen ähnlichen Diensten ist bzw. war.
Der Funkrufdienst TelMI war ab Dezember 1995 in Betrieb. Aufgrund finanzieller Schwierigkeiten nachfolgendem Insolvenzverfahrens wurde der Betrieb des Funknetzes zum 3. Januar 2002 eingestellt. Bis Anfang 1997 war TeLMI nur in Ballungszentren verfügbar. Auf Autobahnen konnten TeLMI-Botschaften nicht empfangen werden, ein flächendeckendes Netz war nicht geplant.

### Quix
Quix war ein Funkrufdienst der Miniruf GmbH aus Hannover, der 1995 in Deutschland in Betrieb ging. Bundesweit wurden acht Regionen unterschieden, gegen Zahlung eines Monatstarifes war auch eine nationale Erreichbarkeit möglich. Eine Besonderheit von Quix lag in der Möglichkeit, Agenturmeldungen der Deutschen Presse-Agentur (dpa) in Form von Nachrichtenschlagzeilen zu empfangen. Der Dienst wurde am 31. Dezember 2000 abgeschaltet, da durch die weite Verbreitung der Mobiltelefone das System finanziell nicht mehr rentabel war.

## Funkrufdienste in Österreich
Der Pager-Dienst in Österreich, auch „öffentlicher Personenrufdienst (ÖPR)“ genannt und zum Ortstarif vergebührt, wurde 1974 (andere Quellen nennen 1975) unter der staatlichen Post- und Telegraphenverwaltung eingeführt.
Die „Pager“, umgangssprachlich auch „Piepserl“ genannte Empfangsgeräte wurden mit einer Klammer am Gürtel oder in der Brust- oder Jackeninnentasche getragen. Manche Geräte waren eher länglich, andere fast quadratisch. Neben einer grünen Leuchtdiode für „Gerät in Betrieb“ gab es eine zweite, rote, die ein „Ruf ist erfolgt“ signalisieren konnte, verbunden eventuell auch mit einem Piepston. Durch Wählen einer besonderen Rufnummer im Festnetz, dem bei Einführung des Dienstes einzigen Telefonnetz, wurde der Ruf ausgelöst und binnen kurzer Zeit an den Pager zugestellt. Um mehrere Pager gleichzeitig zu erreichen, wurden auch Gruppenrufe eingeführt.
Dienstleister wie Ärzte oder Pressefotografen wurden so zu einer plötzlich anfallenden Arbeit gerufen. Befand man sich eine Zeitlang in einem Funkschatten, wurde der Ruf später bei Erreichbarkeit des Pagers zugestellt. Nach einem Pagerruf konnte der Empfänger gegebenenfalls per Telefon zurückrufen.
Auch noch neben der aufkommenden Mobiltelefonie waren längere Zeit die Pager-Dienste beliebt. Dies lag einerseits an den günstigeren Preisen gegenüber Mobiltarifen, am Leichtgewicht der Pager mit rund 100 Gramm und nicht zuletzt an der Erreichbarkeit auch an Orten, wo der Betrieb von Handys nicht erlaubt ist.
Im Juli 1997 waren neben dem Pager-Dienst der Mobilkom Austria noch zwei weitere private Pager-Anbieter am Markt:
Mobilkom, mehr als 105.000 Pager-Kunden:
- Tarif „Mobilkom Classic“ (ÖPR-I), Vorwahl 0666, Grundgebühr pro Monat: Tonpager 80 Schilling, Nummernpager 150 Schilling, Textpager 210 Schilling; Vergebührung zum Ortstarif der Telekom Austria AG (TA) (damals 40 Schilling pro Stunde bzw. 0,67 Schilling pro Minute).
- Tarif „Mobilkom Call Me“ (ÖPR-II), Vorwahl 0669, ohne Grundgebühr, Vergebührung mit 4. TA-Auslandszone.

AirPage, wurde auf rund 40.000 Pager-Kunden geschätzt:
- Tarif „AirPage“, Vorwahl 0688, keine Grundgebühr, 1 Mitteilung circa 10 Schilling, Anruf vergebührt mit 3. bzw. 4. TA-Auslandszone

Paging-One, wurde auf rund 5.000 Pager-Kunden geschätzt
- Tarif „Paging One Services“, Vorwahl ?, Grundgebühr pro Monat: Nummernpager 170 Schilling, Textpager 440 Schilling, Vergebührung zum TA-Ortstarif.

Insgesamt wurden für den Juli 1997 150.000 „aktive Pager“ in Österreich geschätzt. Die Empfangsgeräte dieser Generation waren, wie oben zu sehen, bereits zu alphanumerischer Datenübertragung fähig. Oft wurde jedoch nur eine Rückrufnummer übermittelt, aber auch schon Textnachrichten, die je nach Gerät wesentlich länger als SMS sein konnten.
Anfang Mai 2000 gab es noch 15.000 bei der Mobilkom registrierte Pager-Anschlüsse. Nicht nur wegen des „Handy-Booms“, sondern letztlich auch aufgrund fehlender Ersatzteile zur Instandhaltung der dafür notwendigen Infrastruktur wurde der Pager-Dienst Ende des Jahres 2000 für die Allgemeinheit eingestellt. Wurden noch für Notruforganisationen wie Rotes Kreuz, Berg- und Wasserrettung und Feuerwehren ein eingeschränkter Betrieb aufrechterhalten, wurde der Betrieb mit Ende September 2002 endgültig eingestellt.
Anfang 2006 wurde begonnen, ein digitales Bündelfunknetz auf TETRA-Standard, ein geplant abhörsicheres Sicherheitsfunknetz, bei der Wiener Polizei aufzubauen. Im Sommer desselben Jahres sollte die Wiener Rettung und im Herbst die Wiener Berufsfeuerwehr eingebunden werden.
Dennoch und trotz flächendeckenden Mobilfunknetzen wurde beginnend ab März 2005 von der österreichischen Leitstellen Entwicklungs-, Betriebs- und Integrationsgesellschaft m.b.H (LEBIG) (heute Notruf Niederösterreich) wieder ein „pagernetz“ auf POCSAG-Standard mit 1.200 Baud aufgebaut. Damit ist eine hochverfügbare Alarmierung von Sicherheitsdiensten in den Bundesländern Wien, Niederösterreich und teilweise Burgenland wieder sichergestellt. Anfang 2006 war insbesondere das Rote Kreuz, der Arbeiter-Samariter-Bund, die Notarzthubschrauber des ÖAMTC, sowie die First-Responder-Ärzte und -Führungskräfte an dieses Netz angeschlossen. Seit 2012 nutzen auch die Feuerwehren in Niederösterreich das digitale Pagernetz. Ein weiterer Dienst auf dem POCSAG-Standard wurde vom Landesfeuerwehrverband in Oberösterreich eingerichtet. Das TETRA- und das Pager-Netz werden bei den Rettungsorganisationen parallel genutzt, wobei die Alarmierung über die Pager erfolgt, die Daten jedoch über TETRA an die Rettungswagen gesendet wird. Im Herbst 2009 haben sich Unbefugte Zugang zum vom Land Tirol betriebenen Pager-Netz namens WAS – Warn- und Alarmsystem verschafft und sensible Daten, die unverschlüsselt an die Pager gesendet wurden, ins Netz gestellt.